# Deník princezny
Deník princezny (v anglickém originále The Princess Diaries) je americký romantický komediální film z roku 2001 společnosti Walt Disney režiséra Garryho Marshalla s Anne Hathawayovou a Julií Andrewsovou v hlavní roli. Jedná se o snímek, který tematicky čerpá z knihy Meg Cabotové Princezniny deníky. Pro Anne Hathawayovou se tento film stal jejím úspěšným hollywoodským debutem, který v jejích 18 letech odstartoval její filmovou hereckou kariéru.
Na tento film pak v roce 2004 navázalo jeho další pokračování Deník princezny 2: Královské povinnosti.

## Děj
Děj filmu je postaven na vtipné konfrontaci fikce a reality. Až na závěrečnou scénu z letadla se jeho celý děj filmu odehrává v historickém jádru San Franciska v Kalifornii nedaleko od Golden Gate Bridge. V bývalé požární zbojnici zde žije malířka Helen Thermopolisová (Caroline Goodallová) sama se svojí patnáctiletou dcerou Miou Thermopolisovou (Anne Hathawayovou), které zanedlouho bude 16 let. Mia nikdy osobně nepoznala svého skutečného otce, který jí posílal pouze pohlednice a dárky a platil jí školné a který před několika měsíci tragicky zemřel.
Mia je velmi nenápadná a fyzicky dost nešikovná studentka místní soukromé střední školy resp. gymnázia, plná osobních problémů a komplexů méněcennosti, která ve skrytu duše touží po své velké první lásce. Kamarádí se spolužačkou Lilly Moscovitzovou (Heather Matarazzo) a jejím bratrem Michaelem Moscovitzem (Robert Schwartzman). Společně s Lilly jezdí po svažitých sanfranciských ulicích na koloběžce do školy a zpět. Krátce před 16. narozeninami a několik týdnů před koncem školního roku se její život nenadále změní. Do San Franciska přicestuje z fiktivní země Genovie královna Clarisse Renaldiová (Julie Andrewsová), aby se seznámila se svojí vnučkou Miou Thermopolisovou a navždy radikálně změnila její život. Během prvního setkání s Miou jí odhalí doposud střežené rodinné tajemství, Mia pochází z královského rodu, její otec byl korunní princ ve fiktivní zemi Genovii a Mia je po svém otci jediná dědička genovijského trůnu, korunní princezna: celým Amelia Mignonette Thermopolis Renaldi.
Děj filmu je založen na komických peripetích, osobních traumatech a společenských potížích, kdy se z nenápadné a nešikovné středoškolské studentky Američanky Mii Thermopolisové stává skutečná mladá a krásná dáma a šlechtična, opravdová genovijská princezna. Hlavním tématem filmu je náhlá a nečekaná proměna její osobnostní role, kdy Mia musí náhle a zcela nečekaně v komplikované době svého dospívání ve velmi krátké době několika málo týdnů přijmout a plně akceptovat svoji novou společenskou roli i své mnohem významnější společenské postavení korunní princezny malé, hrdé a bohaté evropské země, což se jí nakonec podaří. Mia kromě toho získává i svoji první studentskou lásku svého přítele Michaela Moscovitze.

## Obsazení
- Anne Hathawayová (Mia Thermopolisová – princezna Mia, celým Amelia Mignonete Thermopolis Renaldi, princezna genovijská)
- Julie Andrewsová (Královna Clarisse Renaldi – princeznina babička Clarisse Renaldiová)
- Hector Elizondo (Joe – šéf královniny ochranky)
- Heather Matarazzo (Lilly Moscovitzová – přítelkyně a spolužačka princezny Mii, sestra Michaela)
- Robert Schwartzman (Michael Moscovitz – přítel princezny Mii, bratr Lilly)
- Mandy Moore (Lana Thomasová – spolužačka princezny Mii)
- Caroline Goodallová (Helen Thermopolisová – matka princezny Mii)
- Larry Miller (Paolo Puttanesca – kadeřník a vizážista)
- Joel McCrary (Premiér Motaz)
- Sandra Oh (Guptová – zástupkyně ředitele školy)
- Patrick Flueger (Jeremiah Hart – spolužák a kamarád Lilly a Mii)
- Erik von Detten (Josh Bryant – spolužák)
- Sean O'Bryan (Patrick O'Connell – učitel a přítel Helen Thermopolisové)
- Kathleen Marshall (Charlotte Kutaway – osobní asistentka a sekretářka královny Clarisse)
- Mindy Burbano (Ms. Harbula – učitel)
- Kimleigh Smith (Kim Leighová – učitelka hudby)
- Beth Anne Garrison (Anna – spolužačka princezny Mii)
- Bianca Lopez (Fontana – spolužačka princezny Mii)

## Nominace a ocenění
| Rok  | Ocenění                                          | Kategorie                               | Nominace                                 | Výsledek  |
| ---- | ------------------------------------------------ | --------------------------------------- | ---------------------------------------- | --------- |
| 2002 | ALMA Award                                       | nejlepší skladba pro filmový soundtrack | „Miracles Happen“ – Myra                 | nominace  |
| 2002 | ASCAP                                            | nejvýdělečnější film                    | John Debney                              | vítězství |
| 2002 | Artios Award                                     | nejlepší casting: film (komedie)        | Marcia Ross, Donna Morong, Gail Goldberg | nominace  |
| 2002 | Critics' Choice Movie Awards                     | nejlepší rodinný film                   |                                          | nominace  |
| 2002 | Golden Trailer Award                             | nejlepší rodinný nebo animovaný film    |                                          | nominace  |
| 2002 | Hollywood Makeup Artist Hair Stylist Guild Award | nejlepší filmové masky – současný film  | Hallie D'Amore, Leonard Engelman         | nominace  |
| 2002 | MTV Movie Award                                  | objev roku: žena                        | Anne Hathawayová                         | nominace  |
| 2002 | Teen Choice Award                                | nejlepší filmová herečka: komedie       | Anne Hathawayová                         | nominace  |
| 2002 | Teen Choice Award                                | nejlepší film: komedie                  |                                          | nominace  |
| 2002 | Young Artist Award                               | nejlepší rodinný film                   |                                          | nominace  |

## Sequel
Sequel Deník princezny 2: Královské povinnosti měl premiéru dne 11. srpna 2004, který zrežíroval Garry Marshall a scénář napsala Debra Martin Chase. Na rozdíl od prvního filmu, tento nebyl napsaný podle žádné knihy. Ve filmu si své role zopakovali Anne Hathawayová, Julie Andrews, Héctor Elizondo, Heather Matarazzo a Larry Miller. V dalších rolích se objevili John Rhys-Davies, Chris Pine a Callum Blue.

## Zajímavosti
- Otec princezny Mii již nežije, v krátké retrospektivní scéně je zde zobrazen pouze náznakově, kdy krátce před svojí smrtí píše své dceři Mii osobní dopis k jejím blížícím se 16. narozeninám, tuto epizodní roličku zde úspěšně zahrál fyzický otec hlavní představitelky Anne Hathawayové Gerald Hathaway.
- ačkoliv to Anne Hathawayová popírá, mnohé zdroje uvádí, že při castingu na hlavní roli princezny Mii Anne spadla ze židle přímo k nohám režiséra filmu Garryho Marshalla, který prý usoudil, že tato herečka by svoji požadovanou nešikovnost nemusela vůbec předstírat.
- Režisérovi snímku Garrymu Marshallovi se po snímku Pretty Woman (1990), kdy z tehdy jen málo známé Julie Robertsové učinil americkou hereckou superhvězdu, se něco podobného podařilo i o 11 let později i s mladou a tehdy téměř neznámou Anne Hathawayovou.
- film se stal debutem i pro americkou zpěvačku Mandy Moore, která zde hrála spolužačku Lanu.
- hlavní producentkou filmu byla zpěvačka a herečka Whitney Houstonová.
- snímek má i další podobnosti se snímkem Pretty Woman, kromě průlomové role pro obě hlavní představitelky, které znamenaly zásadní zvrat v jejich tehdy začínající filmové kariéře se v obou filmech objevilo několik herců. Zejména se jednalo o Hectora Elizondo, dále o režisérovu dceru Kathleen Marshallovou, komika Larryho Millera, drobnou roli si v obou snímcích zahrál také Patrick Richwood, který v tomto snímku hrál postavu souseda pana Robutusena, v Pretty Women hrál liftboye (obsluhu výtahu). Ve filmu se také vyskytovala tatáž luxusní limuzína, v tomto filmu byla černá, v Pretty Woman měla barvu bílou.
- ve snímku si drobnou roli zahrála i režisérova manželka Barbara, dvě režisérovy vnučky, 2. režisérem byl jeho syn Scott Marschall.